# Leucopogon blepharolepis
Leucopogon blepharolepis är en ljungväxtart som beskrevs av Ferdinand von Mueller. Leucopogon blepharolepis ingår i släktet Leucopogon och familjen ljungväxter. Inga underarter finns listade i Catalogue of Life.